# Black Belt (magazine)
Pour les articles homonymes, voir Black Belt (homonymie).
Black Belt (ceinture noire) est un magazine américain d'arts martiaux fondé en 1961. C'est l'un des plus anciens magazines consacrés à ce domaine. Il est basé à Valence, un secteur non constitué en municipalité dans le nord-ouest du comté de Los Angeles en Californie.

## Historique
Le magazine est fondé en 1961 par Mitoshi Uyehara, le premier numéro est assemblé sur le sol de la cuisine de la maison d'Uyehara et vendu pour dix cents. Bruce Lee qui fut ami d'Uyehara a contribué à la publication de nombreux articles au cours des années 1960.
En 1974, Uyehara fonde Rainbow Publications (basé à Los Angeles, plus tard à Burbank, CA et à Santa Clarita, CA) dont il endosse la fonction de président, mais cesse d'agir en tant que rédacteur en chef à partir de cette époque. Uyehara déménage à Honolulu en 1980. Au cours de cette période de transition, le magazine subit de fréquents changements de rédaction (Bob MacLaughlin 1974, Rick Shively 1976, Richard Zimmerman 1978, John R. Corbett 1980, John Steward 1980, John Hanson 1981, James Nail 1982-83) jusqu'à ce que Jim Coleman devienne rédacteur en chef en 1984, jusqu'en 1997. Robert W. Young succède à Coleman en 1997-1998, peu de temps avant l'acquisition du magazine par Sabot Publishing, et reste rédacteur en chef à partir de 2016.
En 1999, Rainbow Publications est acquise par Sabot Publishing qui sera à son tour acquise par Active Interest Media en 2003. Black Belt ouvre un compte YouTube en 2008 et met en ligne des vidéos montrant des techniques d'arts martiaux allant des styles classiques aux styles modernes et des interviews d'artistes martiaux connus, d'experts et d'actualités sur les arts martiaux.